# Nikolaus Staubach
Nikolaus Staubach (* 31. Oktober 1946 in Duisburg) ist ein deutscher Historiker.

## Leben
Der Sohn eines Stadtamtmanns besuchte die katholische Volksschule und von Ostern 1957 bis 1966 das naturwissenschaftliche und neusprachliche Max-Planck-Gymnasium in Duisburg-Meiderich. Dort legte er Ostern 1966 die Reifeprüfung ab. Er studierte ab Sommersemester 1966 die Fächer klassische Philologie und Geschichte an der Universität Münster, Ruhr-Universität Bochum und der Université catholique de Louvain, die ihm für das Studienjahr 1970 ein Stipendium gewährte. Sein wichtigster akademischer Lehrer war Karl Hauck. Er besuchte Vorlesungen und Seminare außerdem bei Friedrich Karl Dörner, Heinrich Dörrie, Luc Francis Genicot, Heinz Gollwitzer, Otto Hiltbrunner, Schmid, Hans Erich Stier, Maurice Testard, Hermann Tränkle, Rudolf Vierhaus und Max Wegner. Im Jahr 1973 legte er in Münster die erste philologische Staatsprüfung in den Fächern Geschichte und Latein ab. Anschließend war er als wissenschaftlicher Angestellter in dem bei der Universität Münster eingerichteten Sonderforschungsbereich 7 „Mittelalterforschung“ beschäftigt. In Münster wurde er 1981 mit einer Arbeit zum Herrscherbild Karls des Kahlen promoviert. Er lehrte bis 2011 mittelalterliche Geschichte an der Universität Münster am Institut für Frühmittelalterforschung. In Münster leitete er von 1991 bis 1999 das DFG-Projekt „Pragmatische Schriftlichkeit“. Er war Sprecher des von der DFG von 1999 bis 2008 geförderten Graduiertenkollegs Gesellschaftliche Symbolik im Mittelalter.
Staubachs Forschungsschwerpunkte sind unter anderem die religiösen Reformbewegungen des Spätmittelalters sowie die Repräsentationsformen weltlicher und geistlicher Herrschaft im Mittelalter. Er legte 1993 zum Herrscherbild Karls des Kahlen eine Untersuchung vor.
Staubach zählt zu den Unterzeichnern der „Correctio Filialis“, die Papst Franziskus in sieben Fällen Häresie vorwirft, unter anderem „Modernismus“ in Fragen der Ehe.

## Schriften (Auswahl)
Monographien
- Das Herrscherbild Karls des Kahlen. Formen und Funktionen monarchischer Repräsentation im früheren Mittelalter, Münster 1981 (zugleich Dissertation).
- Rex christianus. Hofkultur und Herrschaftspropaganda im Reich Karls des Kahlen. Böhlau, Köln u. a. 1993, ISBN 978-3-412-01789-7 (zugleich Habilitation).

Herausgeberschaften
- mit Hagen Keller und Klaus Grubmüller: Pragmatische Schriftlichkeit im Mittelalter. Erscheinungsformen und Entwicklungsstufen (= Münstersche Mittelalter-Schriften. Band 65). Fink, München 1992.
- Kirchenreform von unten. Gerhard Zerbolt von Zutphen und die Brüder vom gemeinsamen Leben (= Tradition, Reform, Innovation. Band 6). Lang, Frankfurt am Main 2004.